# Рикардо Куарежма
Рикардо Андраде Куарежма Бернардо (на португалски: Ricardo Andrade Quaresma Bernardo, произнася се най-близко до Рикарду Андради Куарежма Бернарду, роден на 26 септември 1983 г. в Лисабон, Португалия) е бивш португалски футболист от цигански произход, играл последно във Витория Гимараеш и националния отбор на Португалия.
Рикардо Куарежма е често сравняван с Кристиано Роналдо заради приликите им в начина на игра – притежават добра бързина, умеят да дриблират добре с топката и залагат много на техниката. Въпреки че играе като дясно крило, Куарежма е използван и като ляво крило в схемата на Интер 4-3-3. Треньорът му в бившия отбор Спортинг Лисабон Ласло Бьолони го нарича „Мустанг“.

## Клубна кариера

### Спортинг Лисабон
Рикардо Куарежма започва професионалната си кариера в Спортинг Лисабон. Официалния си дебют прави през сезон 2001 – 2002, когато за лисабонци записва 29 мача, вкарвайки 3 гола и става един от ключовите играчи за успеха на Спортинг.
През сезон 2002 – 2003 е водеща звезда на Спортинг, записвайки 33 мача и 5 гола. Въпреки тези резултати отборът е в много слаба форма, която се дължи главно на грешки на мениджъра му Ласло Бьолони, който много рядко пуска едновременно в игра Рикардо Куарежма и Кристиано Роналдо.

### Барселона
През сезон 2003 – 2004 Куарежма е закупен за 6 млн. евро от Спортинг Лисабон. Престоят му при „каталунците“ може да се определи само като неуспешен. Прави дебюта си за Барселона в приятелска среща с отбора на Милан, в която вкарва гол. През целия сезон записва едва 10 мача и в 11 влиза като резерва, вкарвайки едва само един гол. В края на сезона контузва лошо десния си крак, заради което пропуска Европейското първенство за юноши до 21 г. през 2004 г.
По време на Евро 2004 заявява, че няма да играе повече за Барселона, докато Франк Рийкард е треньор на клуба. Това негово решение веднага привлича интереса на няколко отбора и в крайна сметка „смъртният враг“ на бившия му тим Спортинг – Порто успява да го привлече, като част от трансфера на Деко при „каталунците“. Барселона дава общо 6 млн. евро на Порто заедно с Куарежма за привличането на Деко. В началото Куарежма изобщо не е заинтересован от това да се върне в родната Португалия, но бързо променя решението си.

### Порто
Рикардо започва кариерата си в Порто доста добре, като дебютира на финала за Суперкупата на Европа и вкарва гол, но въпреки това отбора му губи от Валенсия с 1:2. Броени дни по-късно вкарва победния гол срещу Бенфика за Суперкупата на Португалия. В първенството последват 32 мача и 5 гола. Бележи и една от дузпите при драматичната победа над Онсе Калдас за Междуконтиненталната Купа с 8:7 след изпълнение на дузпи.
Като един от най-добрите футболисти в португалското първенство вкарва още 5 гола в първенството, но през сезон 2004 – 2005 Порто губи борбата за титлата от Бенфика. Въпреки неуспеха Куарешма става важна част от отбора през сезон 2005 – 2006 и помага на тима да спечели титлата в Португалия. Добрите му игри обаче не впечатляват Луиш Фелипе Сколари и той не е повикан в португалския национален отбор за Световното по футбол през 2006 г. Куарежма също така е доста често критикуван от медиите за липсата му на защитни умения и рядко помага на съотборниците си при отбранителни действия. През лятото на 2008 година Куарешма многократно бе спряган за трансфер в италианския Интер. Самият треньор на „нерадзурите“ Жозе Мауриньо е заявявал своя интерес към Куарешма.

### Интер
На 1 септември 2008 г. Рикардо Куарешма подписва с Интер, като част от сделка между италианският шампион и Порто, а именно 18.6 млн. евро, като Интер продава и младият халф Пеле, като част от договорката. Дебютира в приятелска среща с Локарно. Интер губи с 0 – 2, но се връща в мача след като Куарешма асистира за първия гол вкаран от Иван Кордоба и изработва дузпа, реализирана от Хулио Крус. Така мача завършва 2 – 2 като Куарешма е обявен за играч на мача.
В официалния си дебют в Серия А Куарешма вкарва гол срещу отбора на Катания. Въпреки добрия старт в Интер Куарешма не успява да се наложи при „нераадзурите“ и дори мениджърът на клуба Жозе Моуриньо заявява, че Куарешма има талант, но трябва да още да се учи. Моуриньо изказва и предпочитанията си към Златан Ибрахимович и това до голяма степен дава тласък за трансфера му в Челси

### Челси
Въпреки дадените пари за Куарешма, крилото не успя да се наложи в състава на Интер, тъй като треньора Жозе Моуриньо не разчиташе на него в първия състав. Това доведе до спад във формата му и дори Куарешма беше изваден от групата на Интер за преките елиминации в Шампионската лига сезон 2008 – 2009. Куарешма помоли да бъде трансфериран в друг клуб и дойдоха оферта от страна на Тотнъм и Челси. Ръководството на Интер прие офертата на Челси и по този начин Куарешма премина под наем при „сините“ докрая на сезона. На 7 февруари 2009 г. Куарешма направи официалния си дебют с екипа на Челси срещу Хъл Сити. Куарежма е използван главно като резерва на „Стамфорд Бридж“. В интервю пред английски вестник португалеца признава, че в Интер не се е чувствал уверен и трансферът му в Челси му дал тласък и надежда, че отново ще си възвърне формата от Порто. С идването на Гуус Хидинк начело на Челси Куарешма все по-рядко попада в стартовия състав и записва мачове за резервите на клуба.

### Бешикташ
Бешикташ плаща 7,3 милиона евро за нападателя на Интер Рикардо Куарешма. Така Куарежма напуска „Джузепе Меаца“ само два сезона след като е закупен от Порто за 18,6 милиона евро. Интерес към крилото има и от страна на клубове от Испания, Германия и Португалия, но крайното решение на футболиста е Турция.
Това би бил четвърти опит на Куарешма да пробие извън родината си, като дотогава той не успя с екипите на Барселона, Интер и Челси.

### Статистика
| Сезон     | Отбор            | Първенство       | Мачове | Голове |
| --------- | ---------------- | ---------------- | ------ | ------ |
| 2001 – 02 | Спортинг Лисабон | Португалска лига | 28     | 3      |
| 2002 – 03 | Спортинг Лисабон | Португалска лига | 31     | 5      |
| 2003 – 04 | ФК Барселона     | Примера Дивисион | 22     | 1      |
| 2004 – 05 | ФК Порто         | Португалска лига | 32     | 5      |
| 2005 – 06 | ФК Порто         | Португалска лига | 29     | 5      |
| 2006 – 07 | ФК Порто         | Португалска лига | 28     | 6      |
| 2007 – 08 | ФК Порто         | Португалска лига | 25     | 9      |
| 2008 – 09 | Интер            | Серия А          | 10     | 1      |
| ОБЩО      | ОБЩО             | ОБЩО             | 205    | 35     |

## Национален отбор
През 2003 година Куарежма става европейски шампион с юношите до 17 г. и още същата година прави официалния си дебют при мъжете в приятелска среща с Боливия.
През следващата година заради лошата му форма и контузията на крака пропуска Европейското първенство за юноши до 21 г., Евро 2004, както и Олимпийските игри в Атина. След завръщането си в Португалия формата му започва да се възвръща с игрите в Порто и попада често в състава на страната си по време на квалификациите за Мондиал 2006 и помага много на отбора с две асистенции при победа над Словакия с 2:0, която класира Португалия на световното. Въпреки това Куарежма е оставен извън състава за Мондиала.
След световното първенство Куарежма е извикан отново в националния отбор за приятелска среща срещу Бразилия в Лондон, спечелена от Португалия с 2:0 след нови две асистенции на Рикардо, и впоследствие е обявен за футболист на месец март. На 24 март 2007 г. Куарежма вкарва първия си гол с националната фланелка в мач срещу Белгия, спечелен с 4:0. Куарежма бе повикан в групата от 23 играчи за отбора на Португалия, които ще участват на Евро 2008.
На 11 юни 2008 г. Куарежма вкарва третия си гол за националния отбор в мач срещу Чехия на Евро 2008. По този начин Куарежма отбелязва на дебютното си голямо първенство с националната фланелка.

### Голове за националния отбор
| №  | Дата            | Град                | Съперник | Резултат | Краен изход | Турнир                                                 |
| -- | --------------- | ------------------- | -------- | -------- | ----------- | ------------------------------------------------------ |
| 1. | 24 март 2007    | Лисабон, Португалия | Белгия   | 4 – 0    | Победа      | Квалификация за Европейското първенство по футбол 2008 |
| 2. | 6 февруари 2008 | Цюрих, Швейцария    | Италия   | 1 – 3    | Загуба      | Приятелска среща                                       |
| 3. | 11 юни 2008     | Женева, Швейцария   | Чехия    | 3 – 1    | Победа      | Европейско първенство по футбол 2008                   |

## Успехи
Международно ниво:
- Европейски шампион за Юноши до 17 г. 1 път: 2000 г.

Национално ниво:
- Междуконтинентална купа по футбол 1 Път: 2004 г.
- Шампион на Португалия 4 Пъти: 2002, 2006, 2007, 2008
- Носител на Купата на Португалия 2 пъти: 2002, 2006
- Носител на Суперкупата на Португалия 3 пъти: 2002, 2004, 2006

Индивидуални награди:
- Футболист на Португалия 2 пъти: 2005, 2006
- Носител на Португалската Златна Топка 1 път: 2007 г.